# Convocazioni al World Grand Prix 2005
Elenco delle giocatrici convocate per il World Grand Prix 2005.

## Brasile
| N° | Nome                   | Ruolo | Data di nascita  | Squadra           |
| -- | ---------------------- | ----- | ---------------- | ----------------- |
| -  | José Roberto Guimarães | All   | 30 luglio 1954   | -                 |
| 2  | Raquel Silva           | S     | 30 aprile 1978   | -                 |
| 3  | Sheilla de Castro      | O     | 1º luglio 1983   | Robursport Pesaro |
| 4  | Paula Pequeno          | S     | 22 gennaio 1982  | Finasa            |
| 5  | Caroline Gattaz        | C     | 27 luglio 1981   | Finasa            |
| 6  | Katia Rodrigues        | C     | 17 maggio 1979   | -                 |
| 8  | Valeska Menezes        | S     | 23 aprile 1976   | Finasa            |
| 9  | Carolina Albuquerque   | P     | 25 luglio 1977   | Finasa            |
| 10 | Wélissa Gonzaga        | S     | 9 settembre 1982 | Rio de Janeiro    |
| 11 | Marcelle Moraes        | P     | 17 ottobre 1976  | -                 |
| 12 | Jaqueline de Carvalho  | S     | 31 dicembre 1983 | Rio de Janeiro    |
| 14 | Fabiana de Oliveira    | L     | 7 marzo 1980     | -                 |
| 17 | Renata Colombo         | O     | 25 febbraio 1981 | Automóvel         |

## Cina
| N° | Nome         | Ruolo | Data di nascita   | Squadra  |
| -- | ------------ | ----- | ----------------- | -------- |
| -  | Chen Zhonghe | All   | -                 | -        |
| 1  | Wang Yimei   | S     | 11 gennaio 1988   | Liaoning |
| 2  | Feng Kun     | P     | 28 dicembre 1978  | Beijing  |
| 3  | Yang Hao     | S     | 21 marzo 1980     | Liaoning |
| 4  | Liu Yanan    | C     | 29 settembre 1980 | Liaoning |
| 5  | Chu Jinling  | S     | 29 luglio 1984    | Liaoning |
| 7  | Zhou Suhong  | O     | 23 aprile 1979    | Zhejiang |
| 10 | Xue Ming     | C     | 23 febbraio 1987  | Beijing  |
| 11 | Zhao Yun     | P     | 15 settembre 1981 | Jiangsu  |
| 13 | Wang Ting    | C     | 9 novembre 1984   | Henan    |
| 15 | Ma Yunwen    | S     | 19 ottobre 1986   | Shanghai |
| 16 | Zhang Na     | L     | 19 aprile 1980    | Tianjin  |
| 18 | Zhang Ping   | C     | 23 marzo 1982     | Tianjin  |

## Corea del Sud
| N° | Nome            | Ruolo | Data di nascita  | Squadra |
| -- | --------------- | ----- | ---------------- | ------- |
| -  | Kim Hyung-sil   | All   | -                | -       |
| 2  | Han Yoo-mi      | S     | 5 febbraio 1982  | -       |
| 4  | Ji Jung-hee     | C     | 18 marzo 1985    | -       |
| 5  | Kim Sa-nee      | P     | 21 giugno 1981   | -       |
| 6  | Choi Kwang-hee  | S     | 25 maggio 1974   | -       |
| 8  | Hwang Youn-joo  | S     | 3 agosto 1986    | -       |
| 9  | Park Kyong-nang | C     | 5 maggio 1984    | -       |
| 10 | Lee Sook-ja     | P     | 17 giugno 1980   | -       |
| 13 | Jung Dae-young  | C     | 12 agosto 1981   | -       |
| 14 | Han Song-yi     | S     | 5 settembre 1984 | -       |
| 15 | Kim Se-young    | C     | 4 giugno 1981    | -       |
| 16 | Koo Ki-lan      | L     | 10 marzo 1977    | -       |
| 18 | Yoon Su-hyun    | S     | 8 giugno 1983    | -       |

## Cuba
| N° | Nome               | Ruolo | Data di nascita  | Squadra        |
| -- | ------------------ | ----- | ---------------- | -------------- |
| -  | Luis Calderón      | All   | -                | -              |
| 1  | Yumilka Ruiz       | S     | 8 maggio 1978    | Uraločka       |
| 2  | Yanelis Santos     | P/O   | 30 maggio 1986   | Ciego de Ávila |
| 3  | Nancy Carrillo     | C     | 11 gennaio 1986  | Ciudad Habana  |
| 5  | Maisbelis Martinez | L     | 12 giugno 1977   | -              |
| 6  | Daimí Ramírez      | P/O   | 8 ottobre 1983   | -              |
| 8  | Yaima Ortíz        | L     | 9 novembre 1981  | -              |
| 9  | Rachel Sánchez     | C     | 9 gennaio 1989   | -              |
| 11 | Liana Mesa         | S     | 26 dicembre 1977 | -              |
| 12 | Rosir Calderón     | S     | 28 dicembre 1984 | Ciudad Habana  |
| 14 | Kenia Carcaces     | S     | 22 gennaio 1986  | -              |
| 15 | Yusidey Silié      | P/O   | 11 novembre 1984 | -              |
| 18 | Zoila Barros       | C     | 6 agosto 1976    | -              |

## Germania
| N° | Nome                | Ruolo | Data di nascita  | Squadra          |
| -- | ------------------- | ----- | ---------------- | ---------------- |
| -  | Hee-Wan Lee         | All   | -                | -                |
| 1  | Andrea Berg         | C     | 24 gennaio 1981  | Münster          |
| 2  | Kathleen Weiß       | P     | 2 febbraio 1984  | Schweriner       |
| 3  | Nadja Jensewski     | -     | 2 aprile 1986    | -                |
| 4  | Kerstin Tzscherlich | L     | 15 febbraio 1978 | Dresdner         |
| 6  | Julia Schlecht      | P     | 16 marzo 1980    | Bayer Leverkusen |
| 7  | Christin Guhr       | C     | 16 marzo 1982    | -                |
| 8  | Cornelia Dumler     | S     | 22 gennaio 1982  | Bayer Leverkusen |
| 11 | Christiane Fürst    | C     | 29 marzo 1985    | Dresdner         |
| 12 | Olessya Kulakova    | C     | 31 maggio 1977   | Asystel          |
| 14 | Kathy Radzuweit     | C     | 2 marzo 1982     | Bayer Leverkusen |
| 17 | Birgit Thumm        | C     | 3 luglio 1980    | Vilsbiburg       |
| 18 | Corina Ssuschke     | C     | 5 maggio 1983    | Dresdner         |

## Giappone
| N° | Nome               | Ruolo | Data di nascita  | Squadra             |
| -- | ------------------ | ----- | ---------------- | ------------------- |
| -  | Shoichi Yanagimoto | All   | -                | -                   |
| 2  | Yuka Sakurai       | L     | 2 settembre 1974 | Denso Airybees      |
| 3  | Yoshie Takeshita   | P     | 18 marzo 1978    | JT Marvelous        |
| 5  | Miyuki Takahashi   | S     | 25 dicembre 1978 | NEC Red Rockets     |
| 6  | Kaoru Sugayama     | L     | 26 dicembre 1978 | JT Marvelous        |
| 7  | Makiko Horai       | C     | 6 gennaio 1979   | JT Marvelous        |
| 8  | Ayako Onuma        | S     | 17 aprile 1979   | Hitachi Sawa Rivale |
| 9  | Sachiko Sugiyama   | C     | 19 ottobre 1979  | NEC Red Rockets     |
| 11 | Megumi Itabashi    | P     | 7 giugno 1973    | Hitachi Sawa Rivale |
| 12 | Ai Ōtomo           | C     | 24 marzo 1982    | NEC Red Rockets     |
| 13 | Miki Shimada       | C     | 29 marzo 1983    | Hitachi Sawa Rivale |
| 14 | Chie Yoshizawa     | S     | 9 luglio 1983    | Takefuji Bamboo     |
| 16 | Erika Araki        | C     | 3 agosto 1984    | Toray Arrows        |

## Italia
| N° | Nome               | Ruolo | Data di nascita  | Squadra            |
| -- | ------------------ | ----- | ---------------- | ------------------ |
| -  | Marco Bonitta      | All   | 5 settembre 1963 | -                  |
| 3  | Elisa Cella        | S     | 4 giugno 1982    | Arzano             |
| 5  | Sara Anzanello     | C     | 30 luglio 1980   | Asystel            |
| 6  | Valentina Fiorin   | S     | 9 ottobre 1984   | Cavazzale          |
| 7  | Martina Guiggi     | C     | 1º maggio 1984   | Robursport Pesaro  |
| 8  | Jenny Barazza      | C     | 24 luglio 1981   | Bergamo            |
| 9  | Nadia Centoni      | O     | 19 giugno 1981   | Robursport Pesaro  |
| 11 | Serena Ortolani    | O     | 7 gennaio 1987   | Bergamo            |
| 13 | Cristina Vincenzi  | C     | 14 maggio 1979   | Chieri             |
| 14 | Eleonora Lo Bianco | P     | 22 dicembre 1979 | Giannino Pieralisi |
| 15 | Antonella Del Core | S     | 5 novembre 1980  | Robursport Pesaro  |
| 16 | Francesca Ferretti | P     | 15 febbraio 1984 | Modena             |
| 17 | Chiara Arcangeli   | L     | 14 febbraio 1983 | Sirio Perugia      |

## Paesi Bassi
| N° | Nome               | Ruolo | Data di nascita | Squadra           |
| -- | ------------------ | ----- | --------------- | ----------------- |
| -  | Avital Selinger    | All   | 10 marzo 1959   | -                 |
| 1  | Kim Staelens       | P     | 7 gennaio 1982  | -                 |
| 3  | Francien Huurman   | C     | 18 aprile 1975  | Pioneer Red Wings |
| 4  | Chaïne Staelens    | S     | 7 novembre 1980 | Aragona           |
| 5  | Janneke van Tienen | L     | 29 maggio 1979  | Martinus          |
| 7  | Elke Wijnhoven     | L     | 3 gennaio 1981  | Forlì             |
| 8  | Alice Blom         | S     | 7 aprile 1980   | Münster           |
| 10 | Carlijn Jans       | C     | 24 luglio 1987  | Sliedrecht        |
| 12 | Manon Flier        | O     | 8 febbraio 1984 | Asystel           |
| 14 | Riëtte Fledderus   | P     | 14 ottobre 1977 | Reggio Emilia     |
| 15 | Ingrid Visser      | C     | 4 giugno 1977   | Tenerife          |
| 16 | Debby Stam         | S     | 24 luglio 1984  | Martinus          |
| 18 | Caroline Wensink   | C     | 4 agosto 1984   | Münster           |

## Polonia
| N° | Nome                 | Ruolo | Data di nascita   | Squadra         |
| -- | -------------------- | ----- | ----------------- | --------------- |
| -  | Andrzej Niemczyk     | All   | 16 gennaio 1944   | -               |
| 1  | Katarzyna Skowrońska | C     | 30 giugno 1983    | PTPS            |
| 2  | Mariola Barbachowska | L     | 3 luglio 1982     | Modena          |
| 4  | Izabela Bełcik       | P     | 29 novembre 1980  | PTPS            |
| 9  | Agata Mróz           | C     | 7 aprile 1982     | BKS             |
| 10 | Joanna Podoba        | S     | 17 febbraio 1977  | Muszynianka     |
| 11 | Sylwia Pycia         | C     | 20 aprile 1981    | -               |
| 12 | Natalia Bamber       | S     | 24 febbraio 1982  | Gwardia Wrocław |
| 13 | Milena Rosner        | S     | 4 gennaio 1980    | PTPS            |
| 14 | Maria Liktoras       | C     | 20 febbraio 1975  | -               |
| 15 | Katarzyna Skorupa    | P     | 16 settembre 1984 | PTPS            |
| 16 | Aleksandra Przybysz  | S     | 2 giugno 1980     | River           |
| 18 | Joanna Kaczor        | O     | 16 settembre 1984 | Gwardia Wrocław |

## Rep. Dominicana
| N° | Nome              | Ruolo | Data di nascita  | Squadra             |
| -- | ----------------- | ----- | ---------------- | ------------------- |
| -  | Francisco Cruz    | All   | -                | -                   |
| 1  | Annerys Vargas    | C     | 7 agosto 1981    | Vaqueras de Bayamón |
| 3  | Yudelkys Bautista | C     | 5 dicembre 1974  | Modena              |
| 4  | Dahiana Burgos    | S     | 7 aprile 1985    | Liga Juan Guzman    |
| 5  | Evelyn Carrera    | L     | 5 ottobre 1971   | Modeca              |
| 7  | Sofía Mercedes    | S     | 25 maggio 1976   | -                   |
| 11 | Juana González    | P     | 3 gennaio 1979   | Los Prados          |
| 12 | Karla Echenique   | P     | 16 maggio 1986   | Bameso              |
| 13 | Cindy Rondón      | C     | 12 novembre 1988 | Modeca              |
| 14 | Prisilla Rivera   | S     | 29 dicembre 1984 | Mirador             |
| 15 | Cosiri Rodríguez  | O     | 30 agosto 1977   | Tenerife            |
| 16 | Kenia Moreta      | C     | 7 aprile 1984    | Bameso              |
| 17 | Sidarka Núñez     | O     | 25 giugno 1984   | Liga Juan Guzman    |

## Stati Uniti
| N° | Nome              | Ruolo | Data di nascita   | Squadra            |
| -- | ----------------- | ----- | ----------------- | ------------------ |
| -  | Lang Ping         | All   | 10 dicembre 1960  | -                  |
| 2  | Jane Collymore    | S     | 30 settembre 1984 | Florida            |
| 3  | Tayyiba Haneef    | O     | 23 marzo 1979     | Takefuji Bamboo    |
| 4  | Lindsey Berg      | P     | 16 luglio 1980    | Robursport Pesaro  |
| 5  | Sarah Drury       | L     | 17 giugno 1981    | Stati Uniti        |
| 6  | Elisabeth Bachman | C     | 7 novembre 1978   | Arzano             |
| 8  | Kristin Richards  | S     | 30 giugno 1985    | Stanford           |
| 11 | Robyn Ah Mow      | P     | 15 settembre 1975 | Stati Uniti        |
| 12 | Nancy Meendering  | O     | 18 novembre 1978  | Indias de Mayagüez |
| 13 | Elisha Thomas     | C     | 20 luglio 1981    | Hisamitsu Springs  |
| 15 | Nicole Davis      | L     | 24 aprile 1980    | PTPS               |
| 17 | Jennifer Joines   | C     | 23 novembre 1982  | Stati Uniti        |
| 18 | Shonda Cole       | S     | 21 giugno 1985    | South Carolina     |

## Thailandia
| N° | Nome                  | Ruolo | Data di nascita   | Squadra |
| -- | --------------------- | ----- | ----------------- | ------- |
| -  | Sutichai Chanbunchee  | All   | -                 | -       |
| 1  | Rattanaporn Sanuanram | C     | 9 aprile 1980     | -       |
| 3  | Saymai Paladsrichuay  | S     | 4 agosto 1987     | -       |
| 4  | Nurak Nokputta        | S     | 31 gennaio 1982   | -       |
| 5  | Pleumjit Thinkaow     | C     | 9 novembre 1983   | -       |
| 7  | Narumon Khanan        | P     | 26 gennaio 1983   | -       |
| 9  | Piyamas Koijapo       | S     | 23 ottobre 1980   | -       |
| 10 | Wilavan Apinyapong    | S     | 6 giugno 1984     | -       |
| 11 | Amporn Hyapha         | C     | 19 maggio 1985    | -       |
| 13 | Nootsara Tomkom       | P     | 7 luglio 1985     | -       |
| 14 | Patcharee Saengmuang  | S     | 20 marzo 1978     | -       |
| 16 | Khwanjira Yuttagai    | C     | 1º settembre 1986 | -       |
| 17 | Wanna Buakaew         | L     | 2 gennaio 1981    | -       |